# Ayşe Hatun Önal
Ayşe Hatun Önal, née le 29 juillet 1978 à Adana, est une chanteuse de pop turque.

## Biographie
Elle a participé au concours de Miss Turquie en 1999, et a remporté le titre. Cette même année, en décembre, elle a représenté son pays au concours Miss Monde 1999 à Londres.

## Discographie

### Albums
| Année | Album          | Producteur      |
| ----- | -------------- | --------------- |
| 2004  | Sonunda (tr)   | Universal Müzik |
| 2008  | Sustuysam (tr) | Sony BMG        |

### Singles
- 2004 : Sonunda
- 2004 : Çeksene elini
- 2007 : Kalbe Ben (tr)
- 2012 : Sen ve Ben ft. Birol Giray (BeeGee)
- 2014 : Çak Bir Selam (Gurcell Styl Mix)
- 2015 : Güm güm
- 2017: Olay

### Charts
| Année | Single                           | Album         | Turkish Music Charts |
| ----- | -------------------------------- | ------------- | -------------------- |
| 2004  | Çeksene elini                    | Sustuysam     | 15                   |
| 2004  | Sonunda                          | Sustuysam     | 50                   |
| 2008  | Kalbe Ben (tr)                   | Sustuysam     | 2                    |
| 2014  | Çak Bir Selam (Gurcell Styl Mix) | Çak bir selam | 1                    |